# Dress You Up
Singles de Madonna
Into the Groove
(1985) Gambler
(1985)
Pistes de Like a Virgin
Into the Groove
(6) Shoo-Bee-Doo
(8)
Dress You Up est une chanson de l’artiste américaine Madonna. Il sort comme cinquième single de son second album Like a Virgin, le 24 juillet 1985 sous le label Sire Records. La chanson est la dernière piste ajoutée sur l’album car Andrea LaRusso et Peggy Stanziale l'ont écrite tardivement. Madonna veut l'intégrer dans Like a Virgin car elle en aime tout particulièrement les paroles. Musicalement, la chanson possède un rythme dance, et elle est soutenue par des chœurs et des guitares, qui composent une partie de l'instrumentation. Les paroles ont un double-sens sur la mode et le sexe, comparant l'habillement avec la passion. Une prestation en direct de la première tournée de Madonna est utilisée comme clip.
Les critiques émettent des avis positifs sur la nature dance-pop de la piste. Dress You Up devient le sixième top 5 consécutif de Madonna aux États-Unis. Il atteint aussi le top 10 en Australie, Belgique, Canada, Irlande, Nouvelle-Zélande et Royaume-Uni. La chanson est plus récemment interprétée dans la partie 2009 du Sticky & Sweet Tour. Dress You Up est ajoutée à la liste « Filthy Fifteen » de Parents Music Resource Center, à cause de la connotation sexuelle des paroles. La chanson est reprise sous différentes formes par de nombreux autres artistes.

## Genèse
Dress You Up est la dernière chanson incluse dans l’album Like a Virgin. Le producteur Nile Rodgers demande initialement à Andrea LaRusso et Peggy Stanziale d’écrire une chanson de style chic pour Madonna. Cependant, l’écriture prend du temps, car LaRusso et Stanziale sont engagées sur d’autres projets. Quand elles lui présentent le texte, Rodgers le refuse car il n’a pas le temps de composer une mélodie et de l’enregistrer sur l’album. Cependant, Madonna aime les paroles et persuade Rodgers de l’inclure dans Like a Virgin.
En Grande-Bretagne, la chanson sort en shaped picture disc, édition limitée. De cette façon, Rodgers prévoit de concorder la parution de cette édition avec les fêtes de Noël. La chanson est l’un des tubes de Madonna qui n’apparaît pas sur la compilation The Immaculate Collection, sortie en 1990. Dress You Up est plus tard incluse dans la compilation Celebration. Bien qu’aucun court-métrage promotionnel n’ait été réalisé pour la chanson, une interprétation scénique de la tournée The Virgin Tour, filmée à Détroit, sert de clip.

## Composition
Dress You Up est une piste dance caractéristique conduite par une boîte à rythmes et qui comporte deux couplets. Le refrain est soutenu par des chœurs, une progression de quatre accords et une guitare simple, jouée par Rodgers. Un solo de guitare électrique est jouée durant le pont. Vers la fin de la chanson, le son des percussions est diminué tandis que la clé de sol est augmentée. Selon la partition publiée par Musicnotes.com, la chanson a une mesure en 4/4 avec un tempo modéré de 100 pulsations par minute. Elle est composée dans une tonalité de La mineur et la voix de Madonna se situe entre les notes Si3 et Fa5. La chanson a une séquence basique de Si b, Do, Sol m7, Si b et La dans les couplets et Si b, Do, La m7, Ré m pour le refrain, comme progression d’accords.
Les paroles de la chanson ont un double-sens sur la mode et le sexe. Madonna parle des vêtements dont elle aimerait habiller son compagnon, de sorte qu’elle puisse caresser son corps avec ses mains. Selon Rikky Rooksby, auteur de Madonna : the complete guide to her music, la phrase « I’ll create a look that’s made for you », devient plus tard synonyme des changements que Madonna a exercés envers son image tout au long de sa carrière.

## Accueil

### Critiques de la presse
Nancy Erlick du magazine Billboard explique que la chanson cherche à se représenter comme « la fille pin-up en personne ; en partie impertinente, désireuse de plaire ». Alex Henderson de AllMusic commente que « Le don de Rodgers pour faire briller, une musique dance séduisante est visible sur de telles merveilles comme Dress You Up ». Stephen Thomas Erlewine de Allmusic qualifie Dress You Up d’excellence, de standard de la dance-pop. Santiago Fouz-Hernández et Freya Jarman-Ivens, auteurs de Madonna’s drowned worlds : new approaches to her cultural transformations, commente que Madonna ressemble à une « minette sexy » dans la chanson. Sal Cinquemani de Slant Magazine trouve que la chanson est irrésistible. William McKeen, auteur de Rock and roll is here to stay, dit que la mélodie de Dress You Up « ronronne avec insistance ». Debby Miller de Rolling Stone dit que « malgré sa voix de petite fille, il y a un courant d’ambition qui la rend plus forte que la dernière Betty Boop ». Pendant sa critique de l’album en 1995, Dave Karger d’Entertainment Weekly commente que la chanson est un peu répétitive et immature. Jim Farber du même magazine dit que « la chanson est faite pour transcender l’ère de la dynastie ».
Dans sa critique sur The Immaculate Collection, Alfred Soto de Stylus Magazine commente : « Les absents du top 5 de Like a Virgin, Dress You Up et Angel, font un meilleur travail que les deux gros singles qui tracent les limites de la platitude déterminée de Madonna, un geste qui trouble actuellement les philistins et rend bien plus difficile l’estimation de ses capacités musicales que ce ne fut le cas pour Cyndi Lauper, rejetée par les critiques comme la véritable imposteur ». En 2003, quand les fans sont appelés à voter pour le top 20 des singles de Madonna, par le magazine Q, Dress You Up est située à la huitième place. La vidéo est nommée aux MTV Video Music Awards en 1986, dans la catégorie « Meilleure Chorégraphie », mais perd au profit de Raspberry Beret de Prince et The Revolution.

### Performance dans les classements
Dress You Up débute à la 36e place du Billboard Hot 100 le 17 août 1985. Après sept semaines, la chanson atteint la cinquième place du Hot 100, devenant le sixième top 5 consécutif de Madonna,. Elle atteint aussi la 34e place du Hot Adult Contemporary Tracks et la troisième place du Hot Dance/Disco Songs ainsi que la 66e position du Hot Black Singles. La chanson est située à la centième place du classement de l’année 1985. Elle arrive à la 98e du classement Top Pop Singles en 1985 et Madonna est la première artiste pop de l'année. Au Canada, elle entre dans le classement RPM à la 90e place le 24 août 1985. Elle restera au total vingt semaines, en arrivant à la dixième place après six semaines,.
Au Royaume-Uni, Dress You Up sort le 12 novembre 1985. Elle entre dans le UK Singles Chart à la douzième place, et atteint la cinquième place, pour un total de treize semaines dans le classement. La chanson est certifiée disque d'argent par la British Phonographic Industry (BPI) pour la vente de 200 000 exemplaires. Selon l'Official Charts Company, et même de 210 000 exemplaires au Royaume-Uni. En Australie, elle atteint la cinquième position en octobre 1985, devenant ainsi le sixième top 10. Elle atteint également le top 20 en Belgique, Espagne, France, Irlande, Nouvelle-Zélande, Pays-Bas, Suisse et Eurochart Hot 100 Singles mais est juste en dessous en Allemagne et en Italie,,,,,,.

## Interprétations scéniques

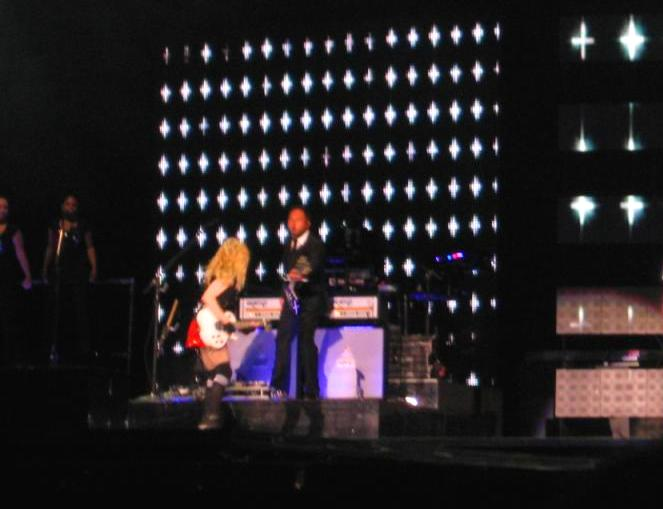
Madonna interprètant Dress You Up durant le Sticky & Sweet Tour.

Madonna interprète Dress You Up dans trois de ses tournées mondiales : The Virgin Tour en 1985, Who’s That Girl Tour en 1987 et Sticky & Sweet Tour en 2009. Sur le Virgin Tour, Dress You Up est la chanson d’ouverture de la programmation. Elle porte encore des leggings et des croix sur son cou et son oreille. Au moment où la chanson commence, Madonna entre sur scène et s'assoit sur les escaliers avant d’atteindre le micro pour chanter le titre. Une prestation de la chanson est incluse dans la vidéo Live: The Virgin Tour. Durant le Who’s That Girl Tour, Madonna fait un medley avec Material Girl et Like a Virgin. L’auteur Carol Clerk remarque que la robe portée par Madonna est plus « ridicule pour Madonna, que parodique ». Deux interprétations différentes de la chanson sont disponibles dans les vidéos de la tournée : Who’s That Girl - Live in Japan, filmée à Tokyo le 22 juin 1987 et Ciao, Italia! – Live from Italy, filmée à Turin le 4 septembre 1987.
Un playback est créé pour accompagner la prestation de Dress You Up durant le Re-Invention Tour, cependant Madonna trouve qu’il est difficile d’apprendre les accords de guitare de la chanson et choisit d’interpréter Material Girl à la place. Lors de la première partie du Sticky & Sweet Tour, lors du Request où ses fans lui demandent d’interpréter une chanson qui n’est pas dans la programmation, elle décide de chanter le premier couplet et le refrain de la chanson. Cette dernière est également interprétée à Chicago, Los Angeles, Philadelphie, Rio de Janeiro, Valence et Vienne. Madonna ajoute finalement Dress You Up dans la session 2009 de la tournée en remplaçant la version rock de Borderline. Elle est interprétée dans le thème Old School et comporte le groove de My Sharona, une chanson de The Knack,.

## Reprises
En 1992, reprise par l artiste Greco/Belge Yorgo (Yorgo Land) classé dans différents Dance Charts Européens, 5e en France. En 1999, Dress You Up est reprise par un groupe d’artistes, incluant Alex Greenwald, Rashida Jones et Jason Thompson, pour un spot publicitaire télévisuel intitulé Everybody in Vests de Gap et dirigé par Pedro Romanhyi. La musique de la chanson est composée par The Dust Brothers. Une reprise rock alternatif par le groupe Shoegazing Apollo Heights est incluse dans la compilation Through the Wilderness. Le groupe Power Pop Zolof the Rock & Roll Destroyer reprennent la chanson en 2007 pour leur extended play intitulé Duet All Night Long. L’artiste britannique Kelly Llorenna enregistre une nouvelle version de la chanson en 2008. La reprise sort en single en 2009 et un clip vidéo est diffusé sur Clubland TV, montrant Llorenna essayer une sélection de différentes tenues dans un magasin nommé « Kelly Llorenna ». À la fin de la vidéo, Llorenna conduit une limousine en portant une tenue de chauffeur. Dress You Up fait l'œuvre d'un Mashup dans la saison 4 de Glee, avec la chanson The Bitch Is Back d'Elton John, chanté en duo par Ryder (Blake Jenner) et Unique (Alex Newell).

## Postérité
En 1985, la chanson est le sujet d’attention de nombreux médias, quand elle est mise à l'index dans la liste « Filthy Fifteen » du groupe Parents Music Resource Center (PMRC), pour le contenu sexuel des paroles. La fondatrice, Tipper Gore, a entendu sa fille écouter la chanson et a considéré que la phrase « Gonna dress you up in my love » est un exemple de « musique vulgaire ». Le PMRC demande à la Recording Industry Association of America (RIAA) de donner aux parents un moyen favorable pour identifier les titres rock inapproprié aux mineurs, via un système de notes basées sur le contenu. Dress You Up reçoit ainsi la note « S », pour « Sexe et obscénité » de la part de la RIAA. Gore commente la chanson en disant : « La culture populaire est fauchée, d'une manière flagrante, licencieuse et totalement matérialiste — et Madonna est la pire de tous ». Selon Bruce David Forbes et H. Mahan, auteurs de Religion and Popular Culture in America, les fans de Madonna ont pris la position qui peut être résumée ainsi : « Votre culture conservatrice ne peut pas voir ce qu’elle essaie de faire — d’ennuyer des gens comme vous ! Si vous ne l’aimez pas, ne l’écoutez pas. Arrêtez d’essayer de contrôler ma moralité ! ».

## Versions
| - Single 33 tours version américaine 1. Dress You Up – 3:58 2. Shoo-Bee-Doo (Version LP) – 5:14 - Single 45 tours version américaine 1. Dress You Up (Formal Mix 45 tours) – 6:15 2. Dress You Up (Casual Instrumental Mix) – 4:36 3. Shoo-Bee-Doo (Version LP) – 5:14 - Single japonais 1. Dress You Up (Formal Mix 45 tours) – 6:15 2. Shoo-Bee-Doo – 5:14 3. Ain’t No Big Deal – 4:17 4. Dress You Up (Casual Instrumental Mix) – 4:36 | - Single 33 tours Royaume-Uni 1. Dress You Up – 3:58 2. I Know It – 3:45 - Single 45 tours Royaume-Uni 1. Dress You Up (Formal Mix 45 tours) – 6:15 2. Dress You Up (Casual Instrumental Mix) – 4:36 3. I Know It |

## Crédits
- Madonna : chant
- Nile Rodgers : producteur, guitariste
- Andrea LaRusso : auteur
- Peggy Stanziale : auteur
- Rob Sabino : synthétiseur basse
- Curtis King : chœur
- Frank Simms : chœur
- George Simms : chœur

Crédits issus de l'album Like a Virgin

## Classements
| Classement (1985)                      | Meilleure position |
| -------------------------------------- | ------------------ |
| Allemagne (Media Control AG)           | 20                 |
| Australie                              | 5                  |
| Belgique (Flandre Ultratop 50 Singles) | 4                  |
| Canada                                 | 10                 |
| Espagne                                | 11                 |
| États-Unis (Hot 100)                   | 5                  |
| États-Unis (Adult Contemporary)        | 34                 |
| États-Unis Hot Dance/Disco Songs       | 3                  |
| États-Unis Hot Black Singles           | 66                 |
| Europe                                 | 6                  |
| France (SNEP)                          | 18                 |
| Irlande                                | 3                  |
| Nouvelle-Zélande (RMNZ)                | 7                  |
| Pays-Bas (Nederlandse Top 40)          | 5                  |
| Pays-Bas (Single Top 100)              | 7                  |
| Royaume-Uni                            | 5                  |
| Suisse (Schweizer Hitparade)           | 20                 |

| Pays (1985)                          | Meilleure position |
| ------------------------------------ | ------------------ |
| Pays-Bas                             | 71                 |
| États-Unis                           | 98                 |
| États-Unis Hot Dance Music/Club Play | 13                 |

| Pays        | Classement |
| ----------- | ---------- |
| Royaume-Uni | Or         |

## Compléments